# ソ連運輸省ER2形電車
ER2形（ロシア語: ЭР2）は、ソ連運輸通信省（МПС СССР, Министерство путей сообщения СССР）が1962年から導入した直流電化区間用電車（エレクトリーチカ）である。この項目では関連する他の形式についても記す。

## 概要
1957年に製造が開始されたER1形電車は、MT比の増加や機器の性能向上、車体の軽量化などにより、設計最高速度130km/h・加速度2.16km/h/s(0.6m/sq)というそれまで製造されていた電車を凌ぐ高性能ぶりを実現させた。しかし、ER1形が集中的に導入されたモスクワ～レニングラード（現：サンクトペテルブルク）間の電化路線は高床式プラットホームを採用している一方、ソ連運輸省が管理していた他の路線は低床式プラットホームが主流となっており、高床式に対応していたER1形をそのまま導入する事は難しかった。そこでER1形の運用成績に基づく機器の改良も行った新型車両・ER2形の開発が決定し、1962年に最初の編成が落成した。
扉部の低床式プラットホームへの対応に加え、モノコック構造の弱点であった車体の強度不足を補うため台枠や先頭部、扉部などの強化が行われている。これにより、ER1形に比べ若干重量が増加している。床下機器に関しても、1962年に製造が始まった交流電化区間用電車・ER9形との機器統一を図るため電動車に設置されているブレーキシリンダーの数が変更されたほか、ER1形の鉛蓄電池をアルカリ蓄電池に交換するなどの近代化が行われている。電動機については、初期の車両はER1形と同様のДК-106Бを採用したのに対し、1974年以降に製造された車両はリガ電動機製造工場で新たに開発された、より高性能のУРТ-110を装着している。連結器はソ連の鉄道車両の標準仕様である自動連結器のCA-3が用いられている。

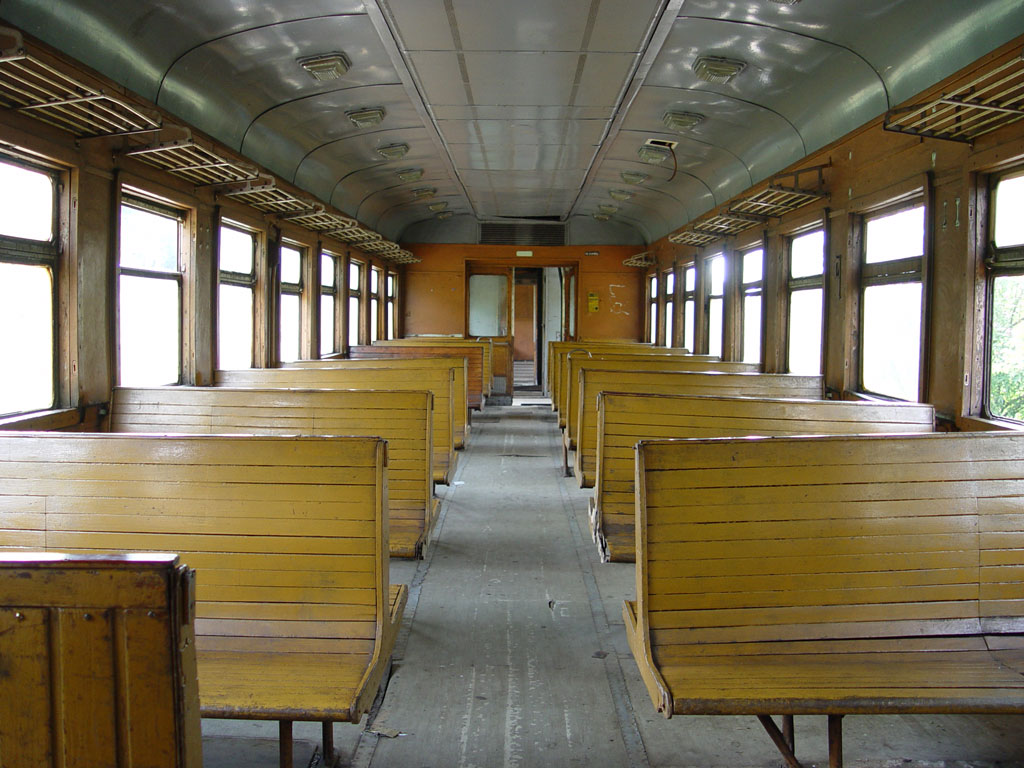
車内の様子（初期製造車）
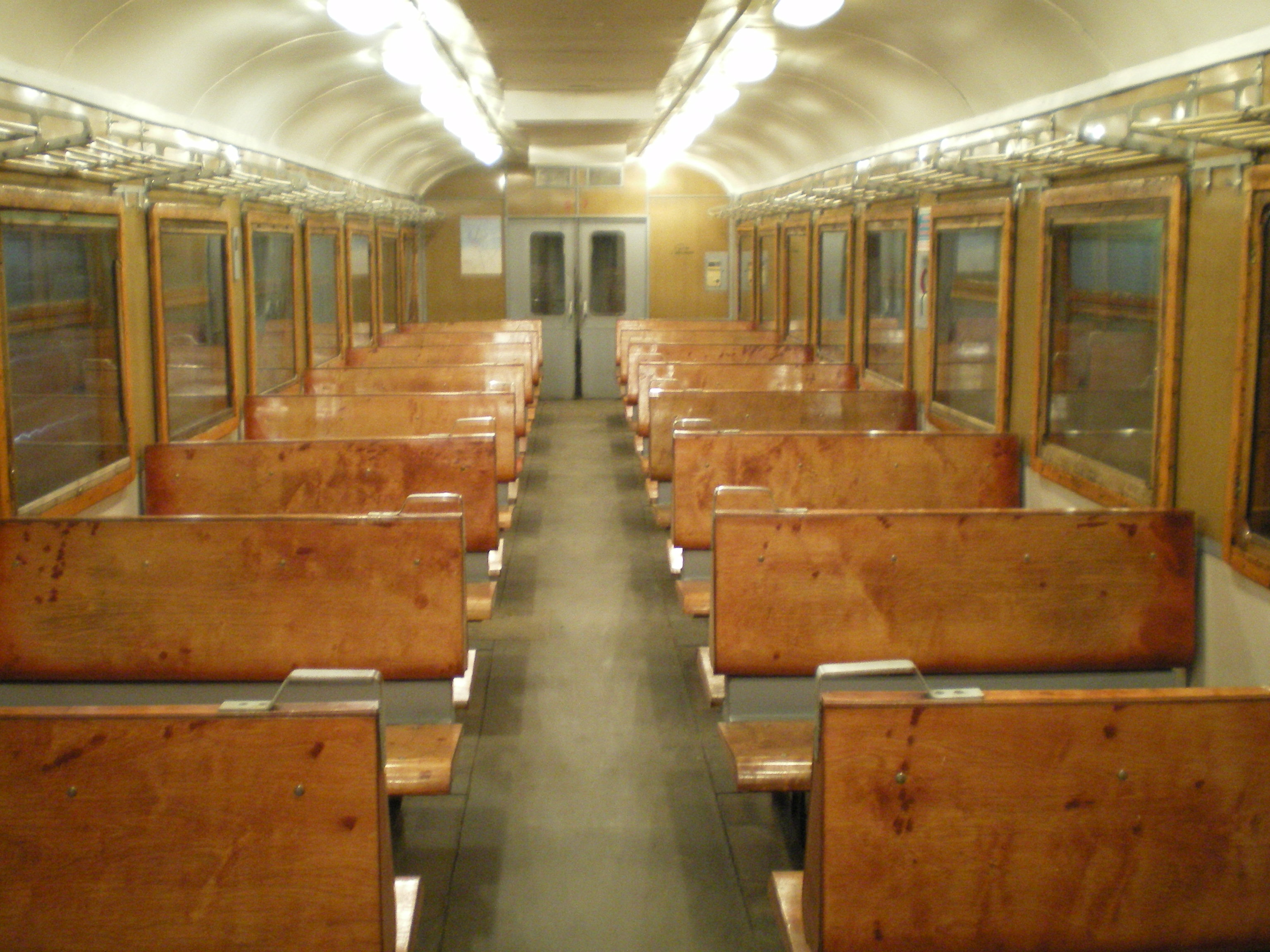
車内の様子（後期製造車）
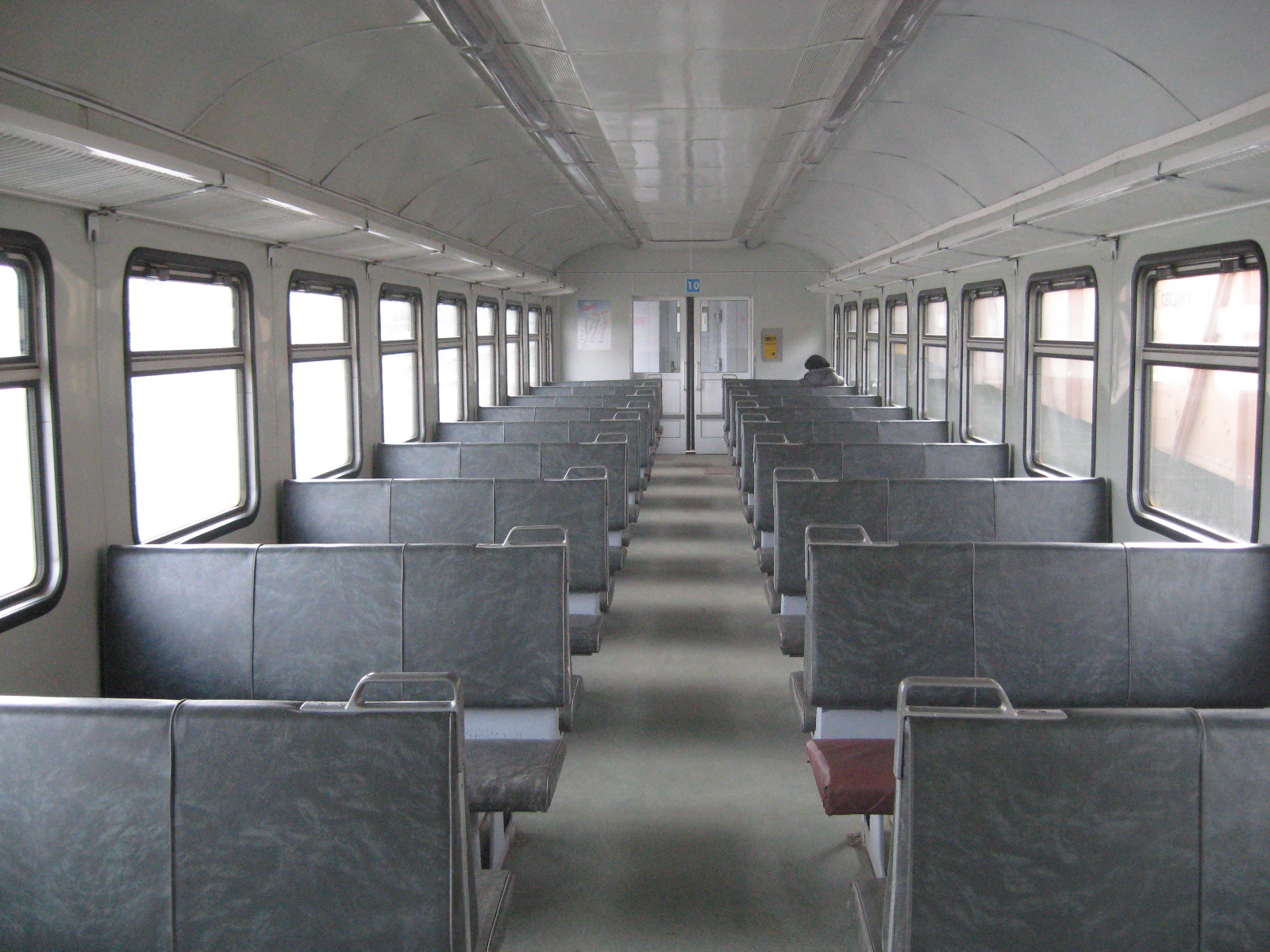
車内の様子（近代化製造車）

なお、1027編成までの先頭部はER1形と同様の半球状の構造であったが、1974年に製造された1028編成以降は大きく外見が変わり中央部が突出した前面二枚窓の角形形状となった他、1122編成以降は車内レイアウトも変更されている。

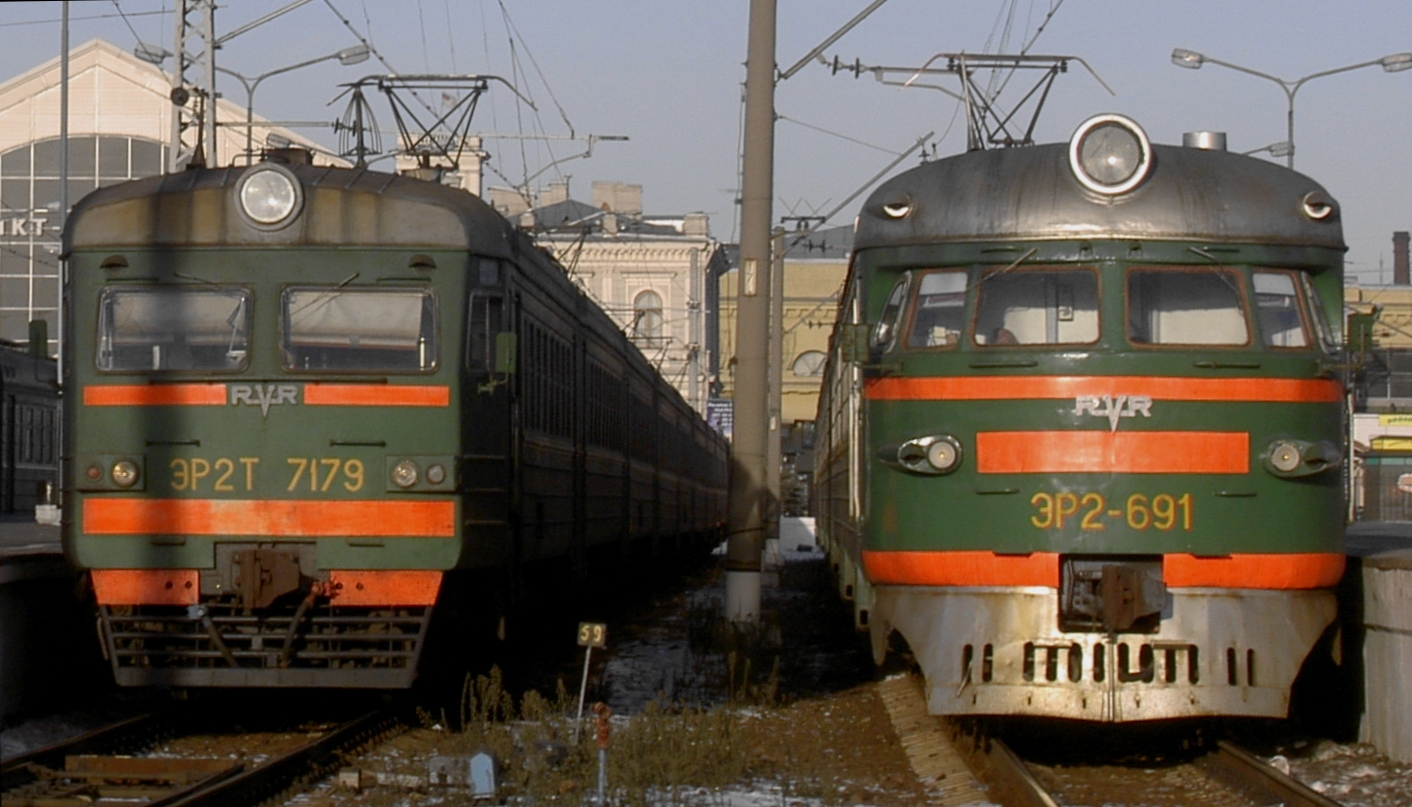
左：角形形状の先頭車 右：半球状の先頭車

### 形式
形式名の「ER2」（ЭР2）は、「リガ車両製作工場（Р）で製造された第2世代の電車（Э）」と言う意味である。
また、これとは別にリガ車両製作工場では62-61と言う番号で呼ばれていた他、車種によって以下の形式番号が付けられている。
- 62-62 - 中間電動車(Мп)。日本国有鉄道における電車の形式称号で言う「モハ」に該当する。
- 62-63 - 制御車(Пг)。「クハ」に該当。
- 62-64 - 付随車(Пп)。「サハ」に該当。

ER2形の機器配置
- 制御車（1027編成以前）
- 制御車（1028編成以降）
- 電動車
- 付随車

## 運用

### 生産
1962年に最初の48編成（300編成～347編成）が落成して以降、1974年のデザイン変更を経て1984年9月までに合計9,211両の製造が実施された。10両編成が基本であったが、各都市の需要に応じるために4両・6両・8両・12両編成の製造も実施された他、編成単位ではなく車両単位の生産も行われている。電動車など多くの車両はリガ車両製作工場で製造された一方、付随車についてはカリーニン車両工場（現：トヴェリ車両工場）でも生産が実施されている。
最終的な製造車両・編成数の内訳は、10両編成629本、12両編成134本、8両編成75本）、6両編成7本、4両編成5本の他、先頭ユニット（先頭車＋電動車）58本、中間ユニット（付随車＋電動車）173本、先頭車113両、電動車52両、付随車4両である。
1984年以降の生産は、回生ブレーキを装備したER2T形へと移行している。

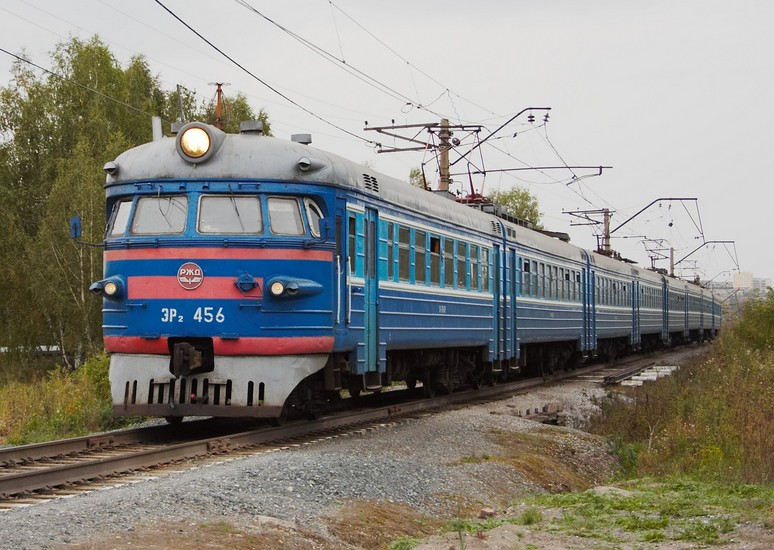
456編成
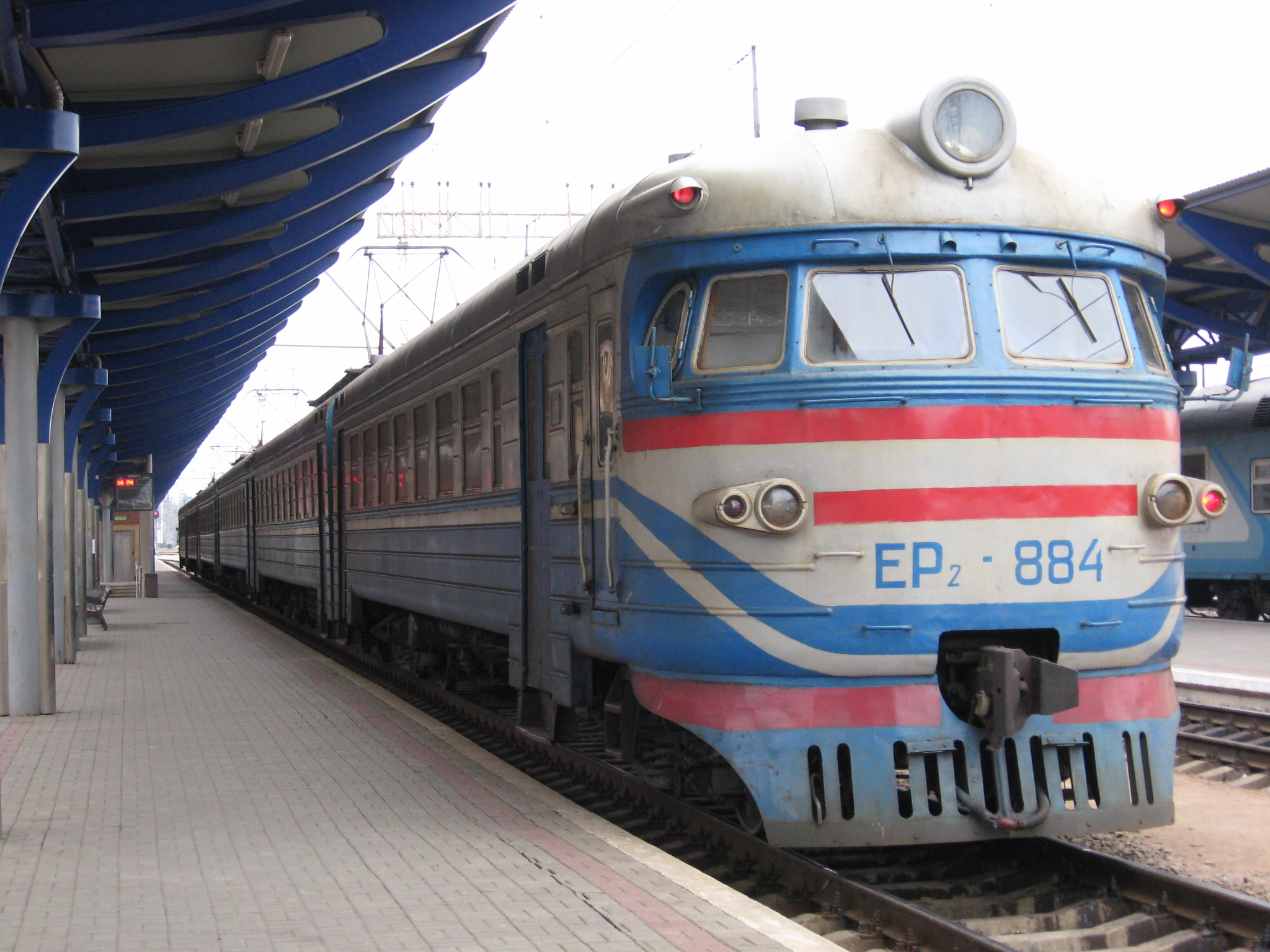
884編成
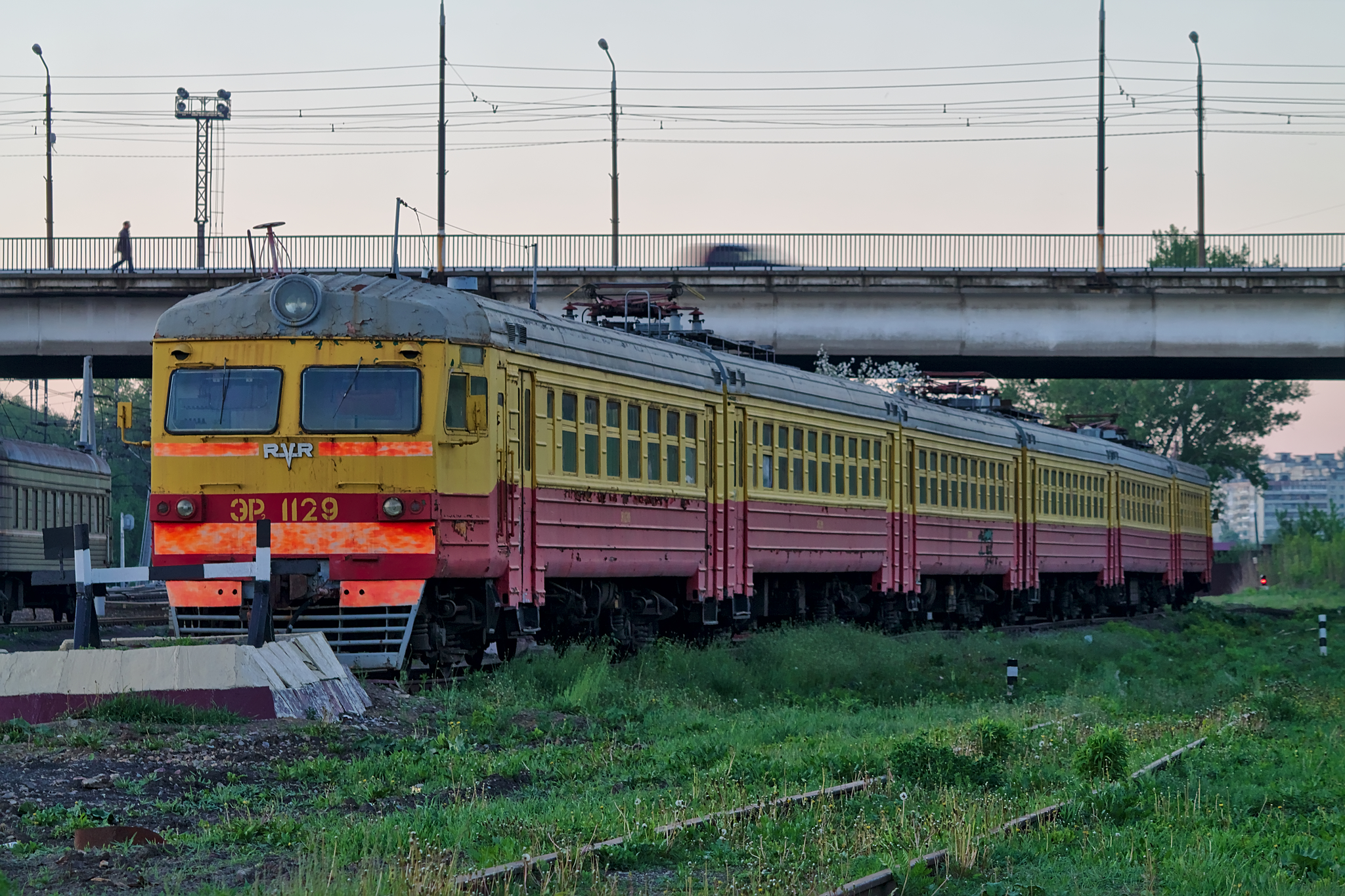
1129編成
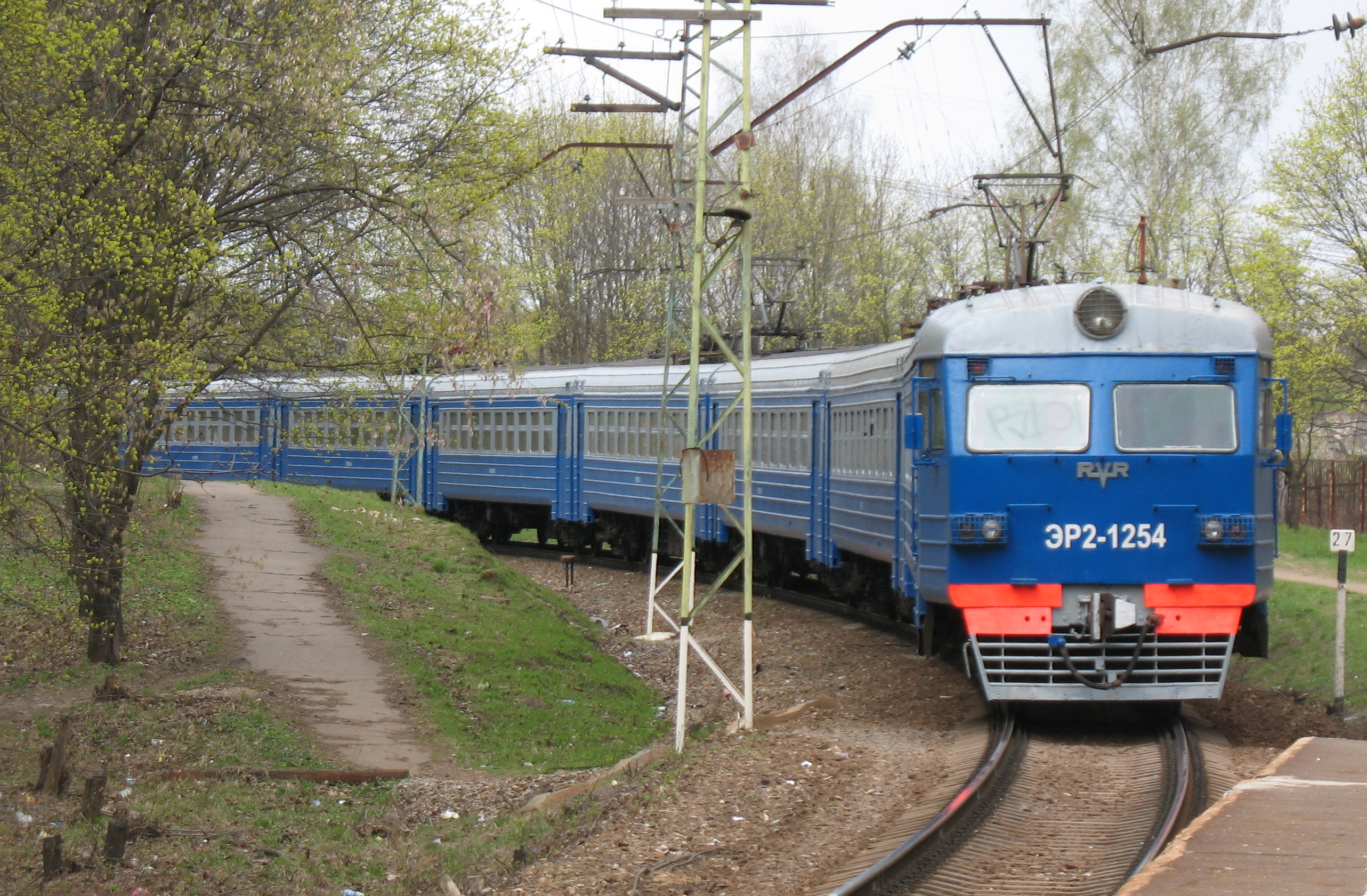
1254編成
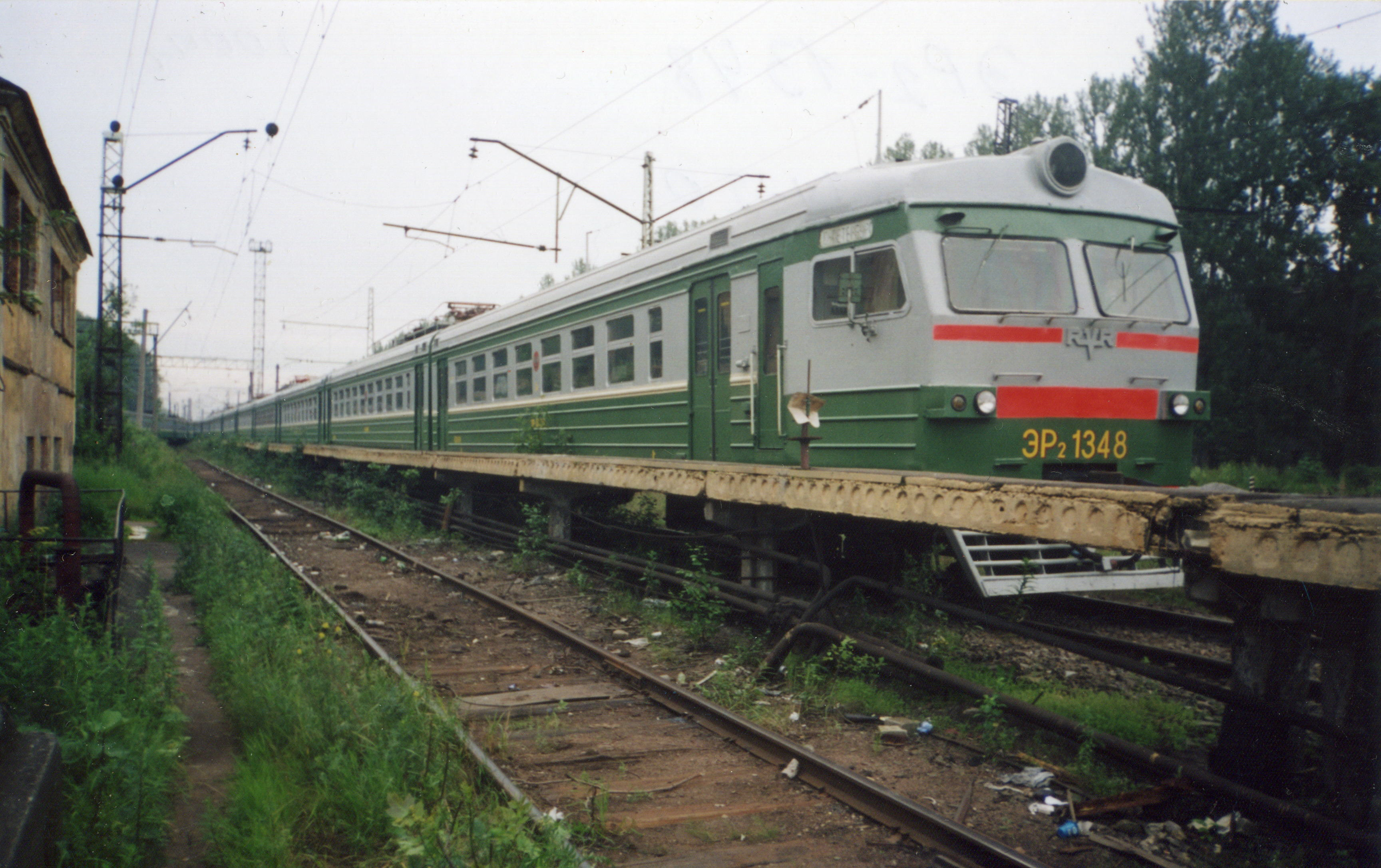
1348編成（1984年撮影）

| 製造編成・車両一覧表 | 製造編成・車両一覧表 | 製造編成・車両一覧表                                          | 製造編成・車両一覧表 | 製造編成・車両一覧表                                                         | 製造編成・車両一覧表 | 製造編成・車両一覧表      | 製造編成・車両一覧表                            |
| 製造年               | 製造編成数           | 編成番号                                                      | 編成両数 (○両編成)   | 単独生産車両                                                                 | 単独生産車両         | 単独生産ユニット (2両1組) | 単独生産ユニット (2両1組)                       |
| 製造年               | 製造編成数           | 編成番号                                                      | 編成両数 (○両編成)   | 先頭車                                                                       | 中間車               | 先頭ユニット              | 中間ユニット                                    |
| -------------------- | -------------------- | ------------------------------------------------------------- | -------------------- | ---------------------------------------------------------------------------- | -------------------- | ------------------------- | ----------------------------------------------- |
| 1962                 | 482                  | 300 —347                                                      | 10                   | —                                                                            | —                    | —                         | —                                               |
| 1963                 | 799                  | 348—427                                                       | 10                   | —                                                                            | —                    | —                         | —                                               |
| 1964                 | 744                  | 428—501                                                       | 10                   | 80101、80107、80201、80207                                                   | —                    | —                         | —                                               |
| 1965                 | 704                  | 502—571                                                       | 10                   | 80301、80307、80401、80407、80501、80507                                     | —                    | —                         | —                                               |
| 1966                 | 650                  | 572—634                                                       | 10                   | 80601、80607、80701、80707、80801、80807、 80901、80907、81001、81007、81101 | —                    | —                         | —                                               |
| 1967                 | 251                  | 635                                                           | 10                   | 81201、813—844                                                               | 701—732              | —                         | —                                               |
| 1967                 | 251                  | 636—658                                                       | 8                    | 81201、813—844                                                               | 701—732              | —                         | —                                               |
| 1968                 | 40                   | —                                                             | —                    | 845—864                                                                      | 733 —752             | —                         | —                                               |
| 1969                 | 128                  | 659 —674                                                      | 8                    | 865—872                                                                      | —                    | —                         | —                                               |
| 1970                 | 382                  | 675—700、900—902                                              | 8                    | 873—884                                                                      | —                    | —                         | —                                               |
| 1970                 | 382                  | 903—910、913、914                                             | 10                   | 873—884                                                                      | —                    | —                         | —                                               |
| 1970                 | 382                  | 911、912、915                                                 | 4                    | 873—884                                                                      | —                    | —                         | —                                               |
| 1970                 | 382                  | 916—918                                                       | 6                    | 873—884                                                                      | —                    | —                         | —                                               |
| 1971                 | 344                  | 919—950、952                                                  | 10                   | —                                                                            | —                    | —                         | (67907 + 67908) (68007 + 68008) (69507 + 69508) |
| 1971                 | 344                  | 951                                                           | 8                    | —                                                                            | —                    | —                         | (67907 + 67908) (68007 + 68008) (69507 + 69508) |
| 1972                 | 332                  | 953—963、966—971、973—975、977—981                            | 10                   | —                                                                            | —                    | —                         | 2000—2028                                       |
| 1972                 | 332                  | 964、965                                                      | 8                    | —                                                                            | —                    | —                         | 2000—2028                                       |
| 1972                 | 332                  | 972、976                                                      | 4                    | —                                                                            | —                    | —                         | 2000—2028                                       |
| 1973                 | 378                  | 982—987、992—1014                                             | 10                   | —                                                                            | —                    | 3000—3005                 | 2029—2050                                       |
| 1973                 | 378                  | 988—991                                                       | 8                    | —                                                                            | —                    | 3000—3005                 | 2029—2050                                       |
| 1974                 | 342                  | 1015—1037、1039—1041、1043—1045                               | 10                   | —                                                                            | —                    | 3006—3009                 | 2051—2067                                       |
| 1974                 | 342                  | 1038、1042                                                    | 6                    | —                                                                            | —                    | 3006—3009                 | 2051—2067                                       |
| 1975                 | 376                  | 1046—1079                                                     | 10                   | —                                                                            | —                    | 3010—3015                 | 2068—2078                                       |
| 1976                 | …                    | 1080—1111                                                     | 10                   | —                                                                            | —                    | 3016—3021                 | 2079                                            |
| 1977                 | …                    | 1112—1128、1131、1140—1145                                    | 10                   | —                                                                            | —                    | 3022—3029                 | 2080—2085                                       |
| 1977                 | …                    | 1129、1130、1132—1139                                         | 12                   | —                                                                            | —                    | 3022—3029                 | 2080—2085                                       |
| 1978                 | …                    | 1149—1155、1159—1163、1166、1167、1170、1171、1174—1179       | 10                   | —                                                                            | —                    | 3030                      | 2086—2100                                       |
| 1978                 | …                    | 1146—1148、1156—1158、1164、1165、1168、1169、1172、1173      | 12                   | —                                                                            | —                    | 3030                      | 2086—2100                                       |
| 1979                 | …                    | 1182、1183、1186、1187、1190、1191                            | 10                   | —                                                                            | —                    | 3032                      | 2101—2108                                       |
| 1979                 | …                    | 1180、1181、1184、1185、1188、1189、1192—1210                 | 12                   | —                                                                            | —                    | 3032                      | 2101—2108                                       |
| 1980                 | …                    | 1244、1245                                                    | 10                   | —                                                                            | —                    | —                         | 2109—2150                                       |
| 1980                 | …                    | 1211—1243                                                     | 12                   | —                                                                            | —                    | —                         | 2109—2150                                       |
| 1981                 | …                    | 1250—1253、1270—1272                                          | 10                   | 8001—8009                                                                    | —                    | 3031、3033、3034          | 2151—2164                                       |
| 1981                 | …                    | 1246—1249、1254—1269                                          | 12                   | 8001—8009                                                                    | —                    | 3031、3033、3034          | 2151—2164                                       |
| 1982                 | …                    | 1278—1280、1283、1284、1287—1294、1296—1300                   | 10                   | 8010—8038                                                                    | —                    | —                         | 2165—2167                                       |
| 1982                 | …                    | 1273—1277、1281、1282、1285、1286、1295                       | 12                   | 8010—8038                                                                    | —                    | —                         | 2165—2167                                       |
| 1983                 | …                    | 1302、1303、1305—1307、1309—1311、1314、1315、1317—1319、1325 | 10                   | 8039、8040                                                                   | —                    | 3035—3041                 | 2168、2169                                      |
| 1983                 | …                    | 1301、1304、1308、1312、1313、1316、1320、1322—1324           | 12                   | 8039、8040                                                                   | —                    | 3035—3041                 | 2168、2169                                      |
| 1983                 | …                    | 1321                                                          | 6                    | 8039、8040                                                                   | —                    | 3035—3041                 | 2168、2169                                      |
| 1984                 | …                    | 1331、1335、1340—1342、1346—1348                              | 10                   | —                                                                            | —                    | 3042—3057                 | —                                               |
| 1984                 | …                    | 1326—1330、1332—1334、1336—1339、1343、1344                   | 12                   | —                                                                            | —                    | 3042—3057                 | —                                               |
| 1984                 | …                    | 1345                                                          | 6                    | —                                                                            | —                    | 3042—3057                 | —                                               |

### 改造・リニューアル

#### ER2I形（ЭР2и）
ER2形をはじめとする直流電化区間用電車では、直流電動機の制御の際に生じる電気エネルギーの損失が長年の課題となっていた。それを解消し、消費電力を削減する事が出来るサイリスタチョッパ制御方式の試験車として1967年に837編成のうち電動車1両が改造されたのち、1970年に830編成がサイリスタチョッパ制御への改造が行われた。1972年に形式名が「ER2I形（ЭР2и）」に変更されている。試験による結果、電力消費が平均9.2％～12.8％削減されるという結果が得られ、ER12形以降の電車（エレクトリーチカ）や高速電車ER200形の開発時にも活用される事となった。
なお、1970年には559編成も同様にサイリスタチョッパ制御方式の試験車両・ER2I形に改造されたが、こちらは定電圧を確保するため、架線からの電力が電動機には直接向かわない構造になっていた。これにより出力が増大した一方、チョッパ装置により重量も増大するという欠点が指摘されたためこの方法は実用化されず、車両も後にER2V形へ再改造されている。

#### ER2A6形（ЭР2А6）
電車の非電化区間への直通運転を実現させるため、1972年に第596編成から改造された編成。蓄電池が装備されており、電化区間で架線から溜めた電気を用いて非電化区間でも走行する事が可能であったほか、回生ブレーキも装備しているためブレーキ使用時にも充電が可能であった。
1973年から試験運転が行われたものの、装置の複雑さや気動車の増備に伴い試験は中止され、ER2A6形はそのまま放置された後1992年に解体された。ロシア連邦（旧：ソビエト連邦）における本格的なバイモード車両の登場は、2009年に営業運転を開始したDT1形まで待つ事となる。

#### ER2V形（ЭР2в）
1959年にビタリー・エヴゲニエヴィチ・ローゼンフェルド教授が発表した論文に基づく直流6,000Vによる電化計画に合わせ、電気機関車と共に1973年から1975年にかけてER2I形を含む車両から改造された車両。制御装置はサイリスタチョッパ制御方式に交換され、4両編成3本、8両編成1本が導入された。
1974年から1978年にかけて実験が行われたが、技術的な問題が要因で直流6,000V電化は断念され、ほとんどの車両は廃車された。ただし一部車両は3,000Vへの対応工事が実施され2008年の廃車まで各種試験に用いられている。

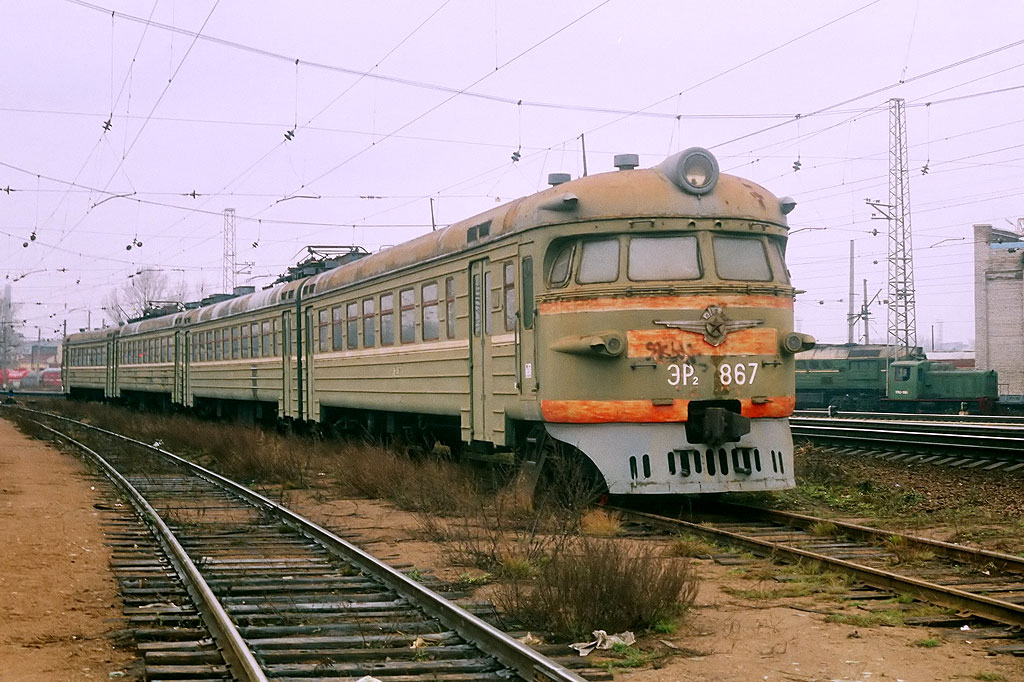
ER2V形

#### EM2I形（ЭМ2И）
スペレツモント社（ЗАО "Спецремонт"）とモスクワ機関車修理工場（Московском локомотиворемонтном заводе）により製造された車両。両社の技術不足に加え、発注を行ったアエロエクスプレス側が提示した開発期間が短期間だった事から、ER2形の台枠や機器を流用する形で製造する事となった。
流線型の前面を有するビード加工が廃された車体を有し、全面の白色塗装には劣化を防ぐための特殊な石膏や塗料の厚塗りなどの手法が用いられた。制御方式はER2形の抵抗制御からIGCTサイリスタを用いた可変電圧可変周波数制御へと変更され、消費電力の削減が図られた。編成を組む車両はBSU-4形（БСУ-4）密着連結器によって繋がれ、ER2形に生じていた乗客が車両間を往来する際の段差が無くなった。
2002年に第1編成（EM2I-001編成）が製造されたものの、試験運転で速度不足を始めとする不具合が相次いだ結果、アエロエクスプレスは開業に向けてEM2I形ではなくデミホヴォ機械製造工場が製造したED4MK形を導入する事となった。その後EM2I-002編成でそれらの不具合の解消が図られた事により2004年から空港連絡列車への導入が開始され、2005年からは郊外路線への導入も含んだ量産が始まった。だがそれ以降も故障が頻発し、更にメーカー側に予備部品を供給する体制が整っていなかったため翌2006年に量産は打ち切られ、製造元のスペレツモント社自体も2007年に倒産した。2019年現在も営業運転に使用されているが、2015年以降一部編成に廃車が発生している。

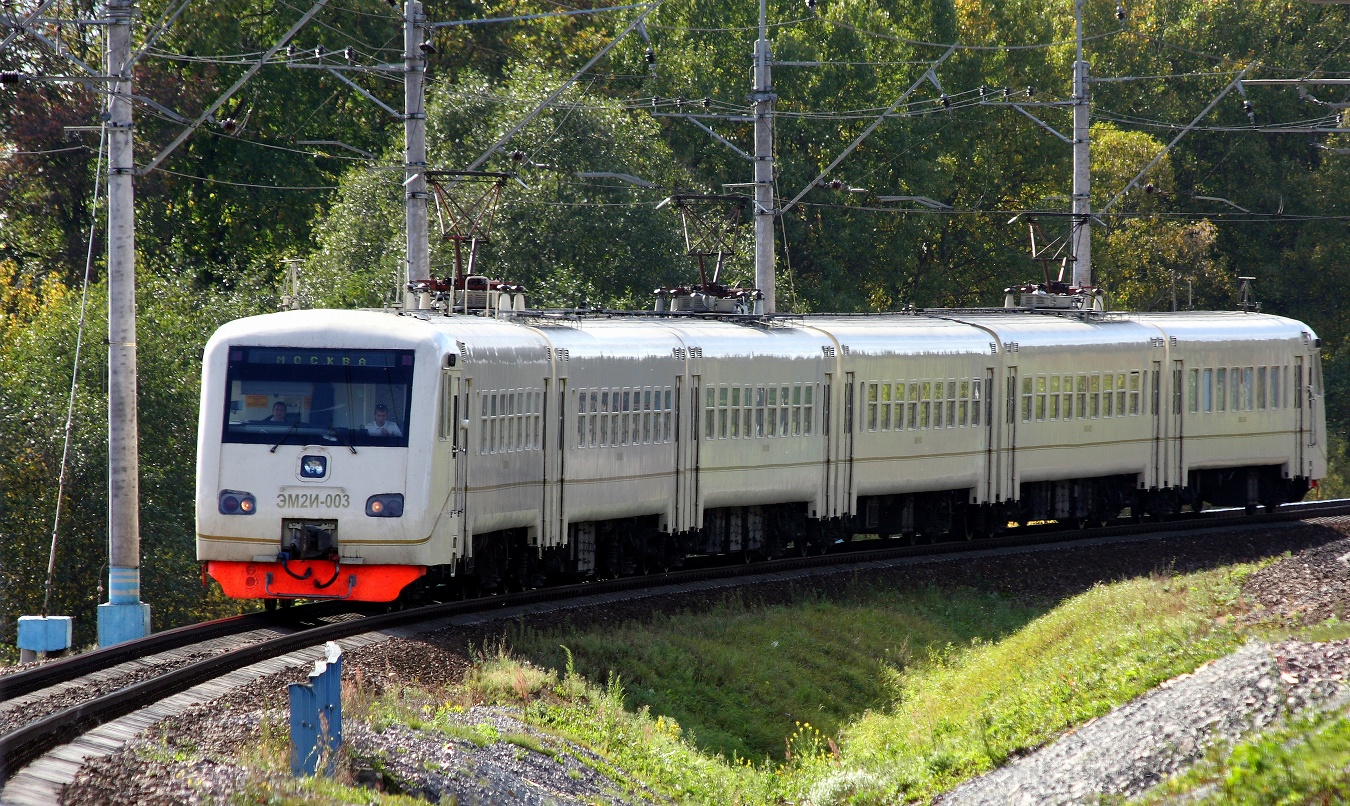
EM2I形

#### その他改造・リニューアル車
ソビエト連邦の崩壊後、ロシアなど各国の鉄道へと移管されたER2形は後継車両による置き換えが進んでいるが、一方で車体更新や運転席部分の交換、短編成化による先頭車化など各種改造を受けた車両も多数存在する。

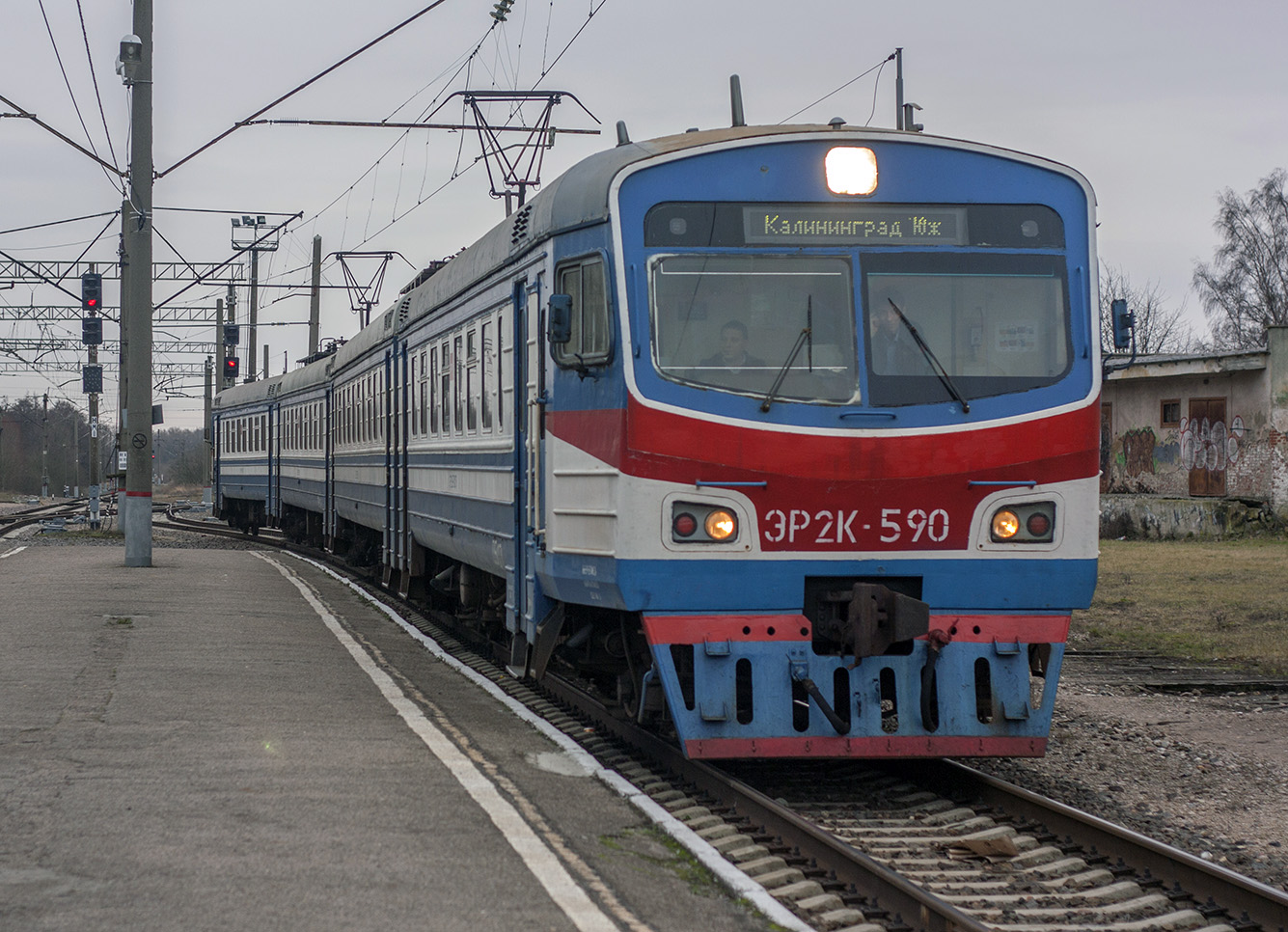
前面更新車 （ロシア鉄道）
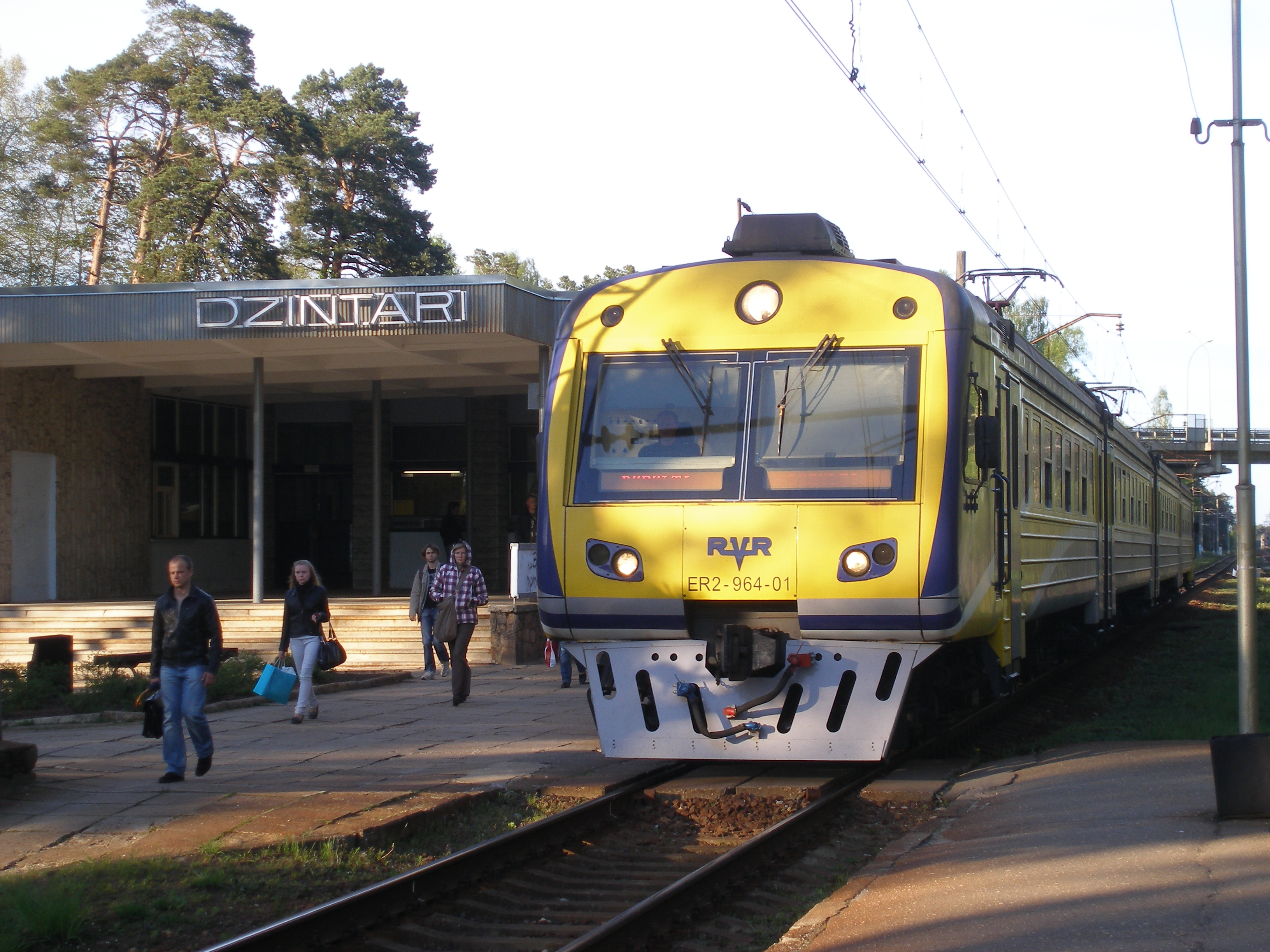
前面更新車 （ラトビア国鉄）
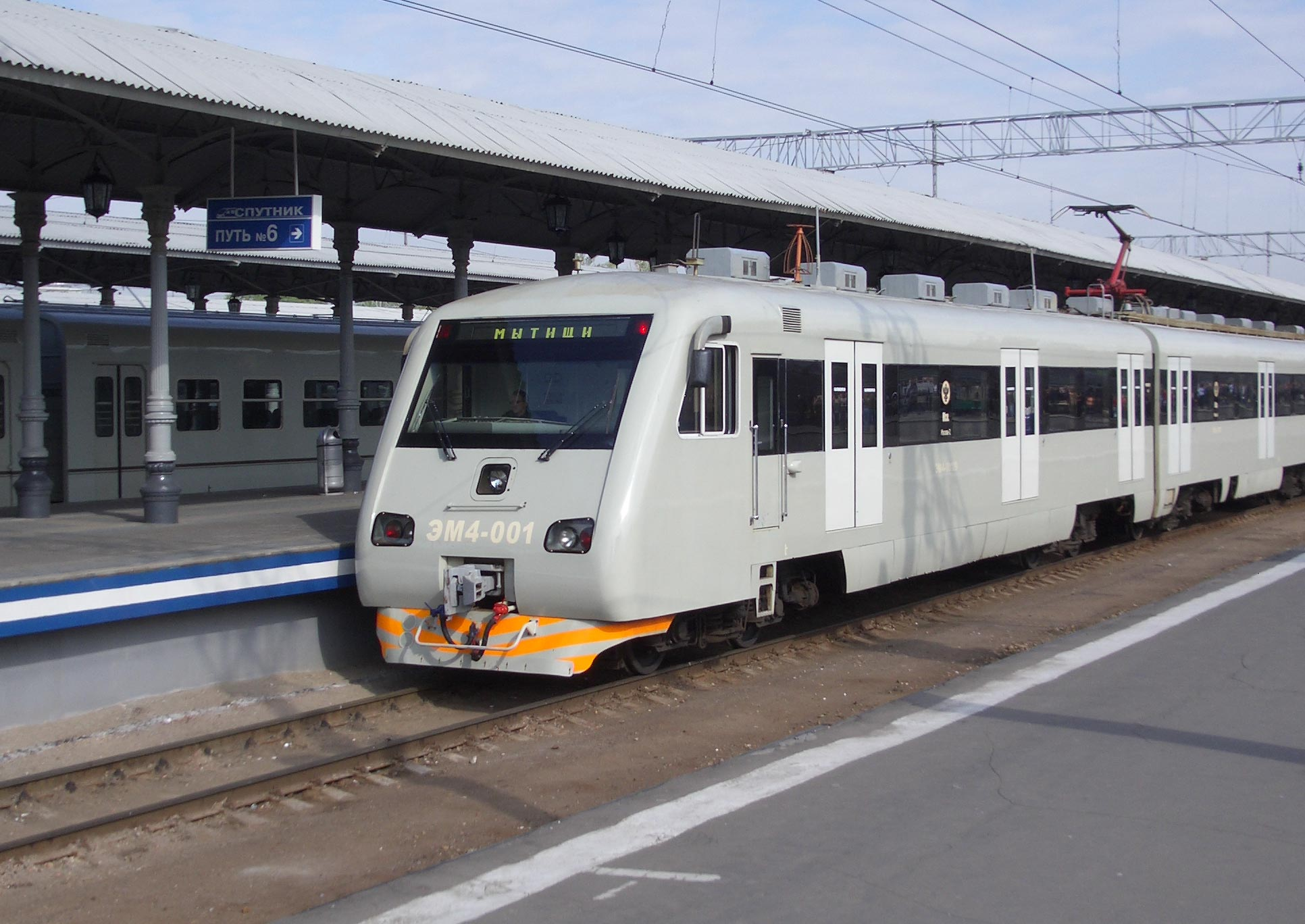
車体更新車 （ロシア鉄道EM4形"スプートニク"）

またロシア鉄道に所属する車両については、事業用車（牽引車など）への改造や機器流用による事業用電車の製造も実施されている。

事業用車（DER-001）
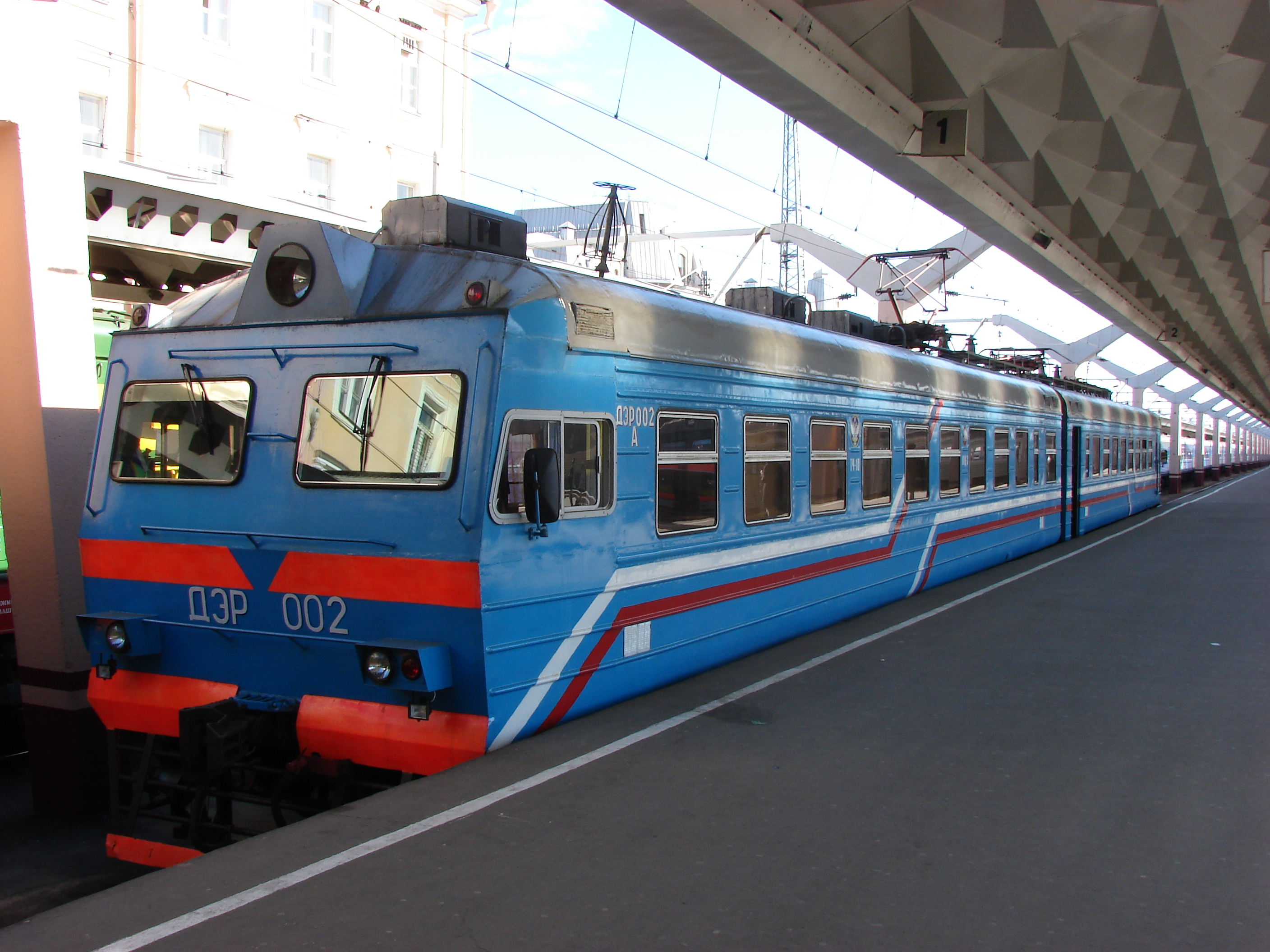
事業用車（DER-002）
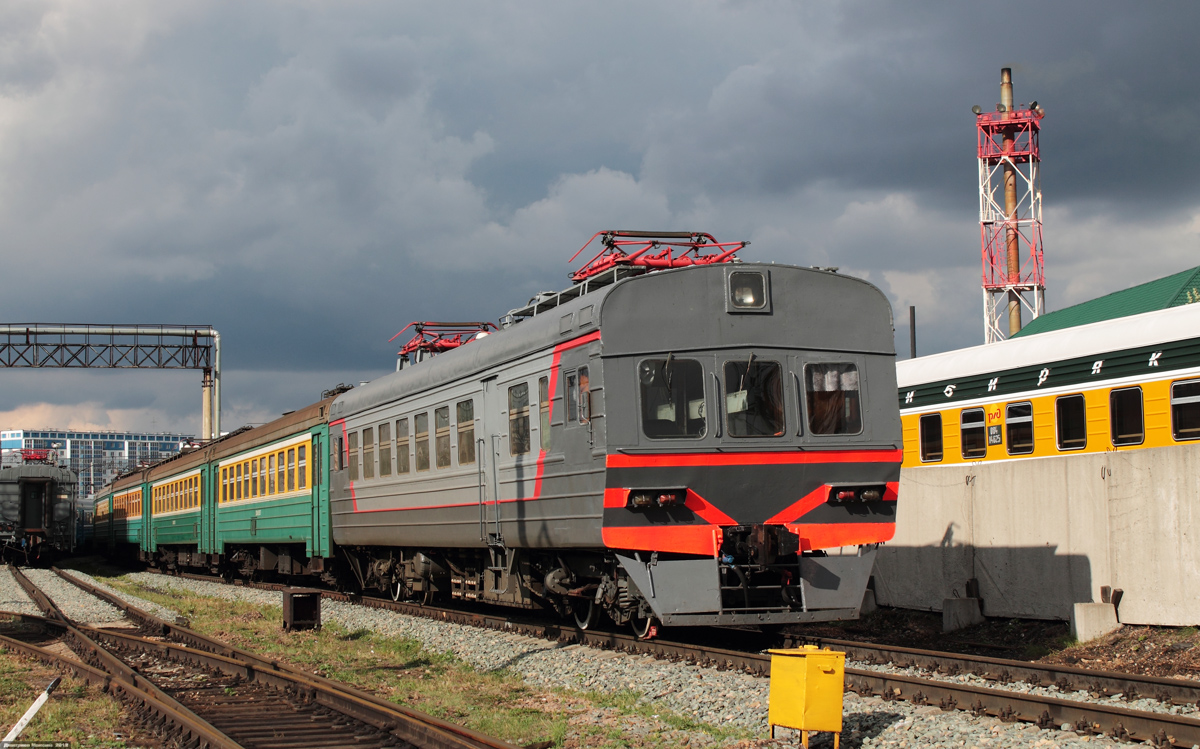
事業用車（MVE-09）
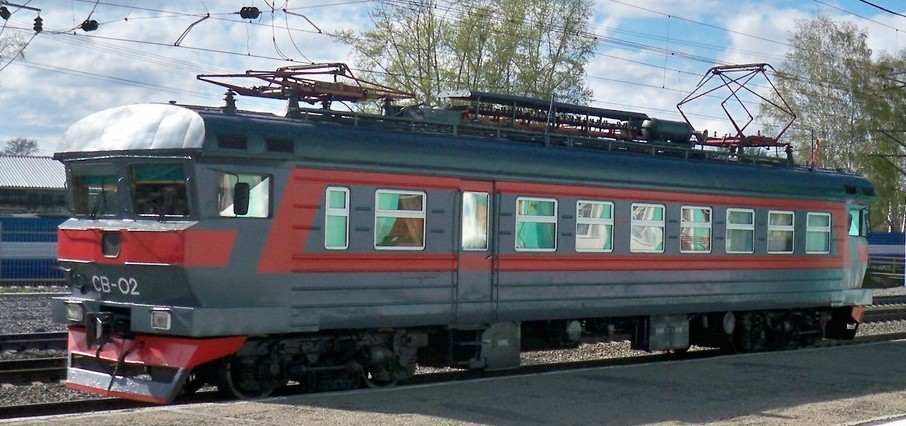
事業用車（SV-02）

## 関連形式

### ER12形（ЭР12）
ER2I形の試験結果を基に、1976年に10両編成1本、1981年に8両編成と6両編成が1本ずつ製造されたサイリスタチョッパ制御方式の車両。制御装置以外はER2形と同様の機器を用いていた。
タリン近郊で使用され、ソビエト連邦の崩壊後はエストニア国鉄へと移管している。また1992年には形式をER2S形（ЭР2С）へと変更している。

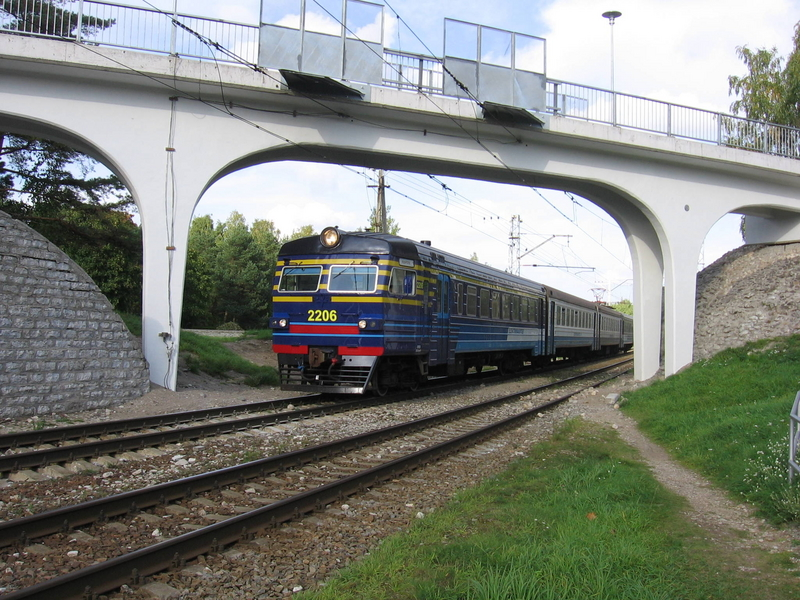
エストニア国鉄のER2S形（旧：ER12形）
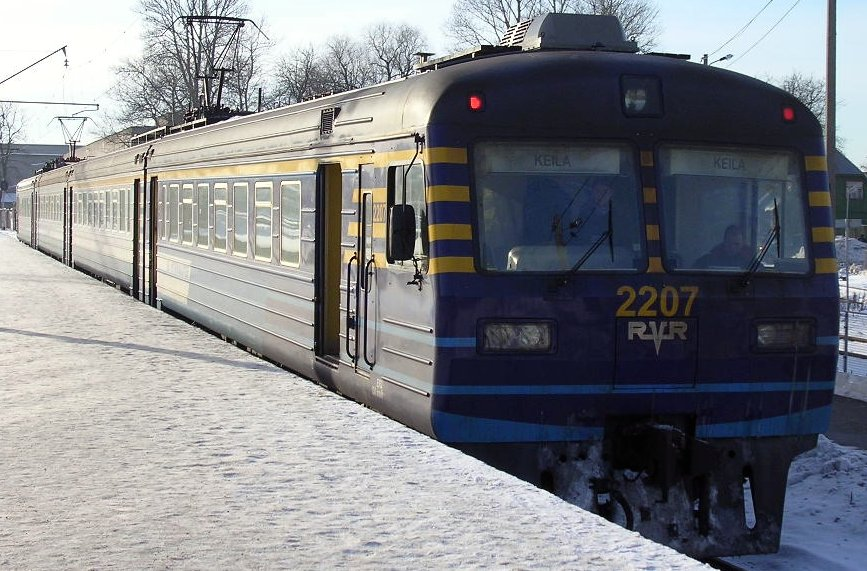
短編成化に伴い中間車の先頭車化も実施された

### ER2R形（ЭР2Р）
1964年から1975年にかけて、ソ連国鉄にはER2形よりも長い車体全長24,500mmを有し回生ブレーキを装備したER22形（ЭР22）の製造が実施されていたが、軸重の重さや回生ブレーキの不具合により、1975年に製造されたER22V形（ЭР22В）をもって製造が中止された。そしてそれに代わる車両として、1979年からはER2形と同一の車体を持つER2R形（ЭР2Р）が生産される事となった。回生ブレーキを装備している関係上、ER2形よりも重量が増加している。
1987年までに1,024両が製造されたが、故障が多発した事から以降の増備は改良型のER2T形に移行している。

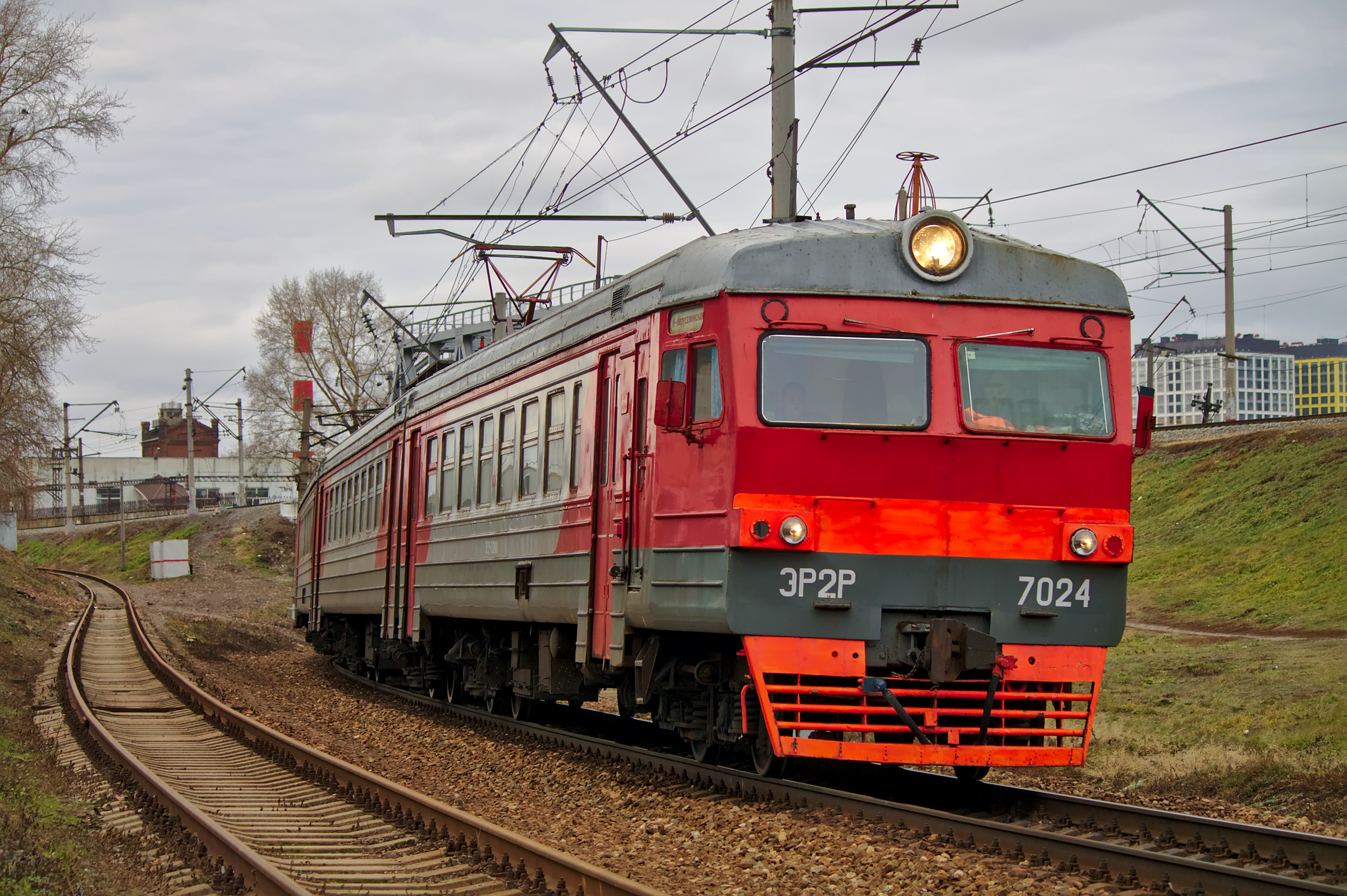
ロシア鉄道塗装のER2R形

### ER9形（ЭР9）
交流電化区間用電車であるER9形は、第2編成（ER9-02）以降ER2形と同型の低床・高床双方のプラットホームに対応した車体を用いて生産されている。

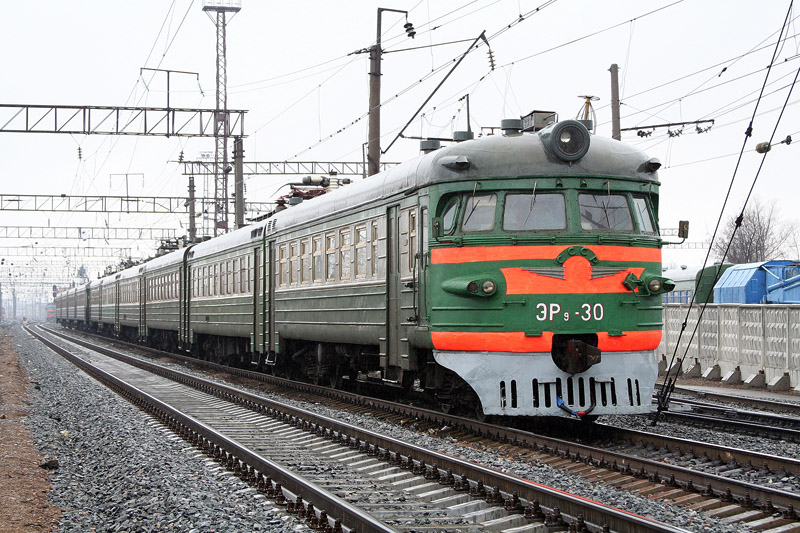
ER9-30編成
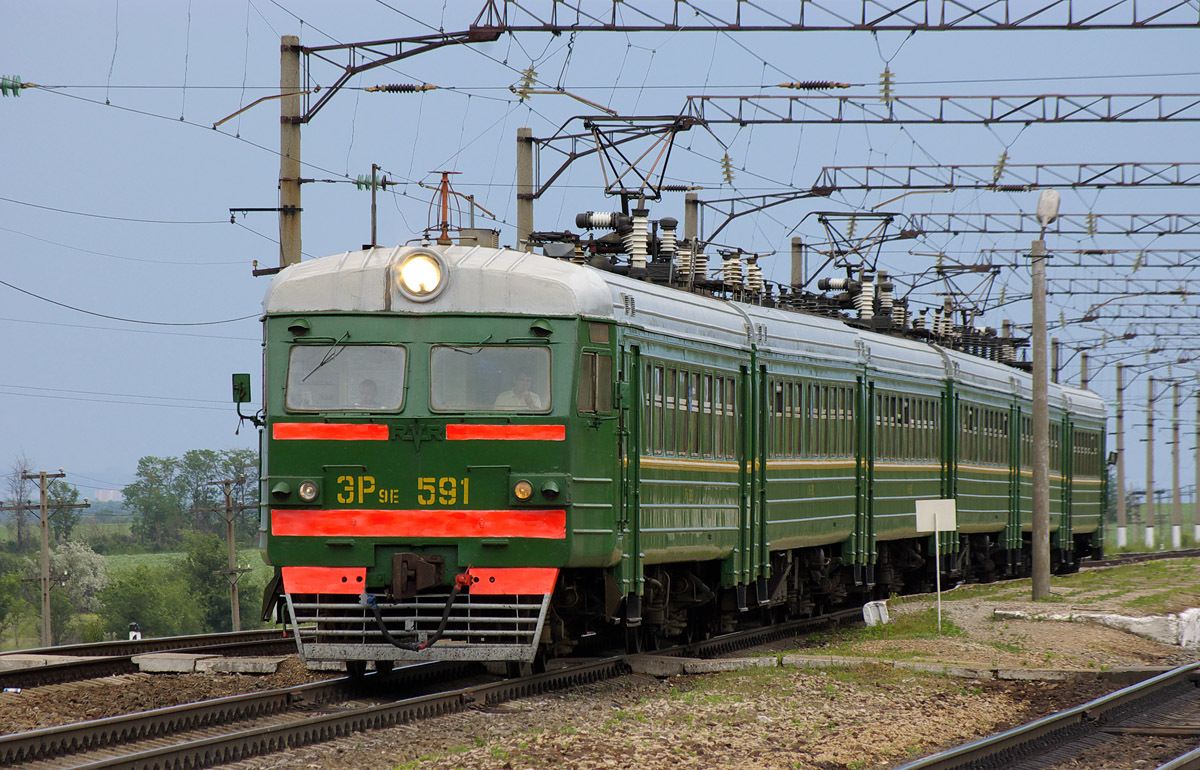
ER9E-591編成